# Jorge Ubico
Jorge Ubico y Castañeda (wym. [ubịko kastańẹda] ur. 10 listopada 1878 w Gwatemali, zm. 14 czerwca 1946 w Nowym Orleanie) – gwatemalski generał i polityk, dyktator w latach 1931–1944.

## Życiorys

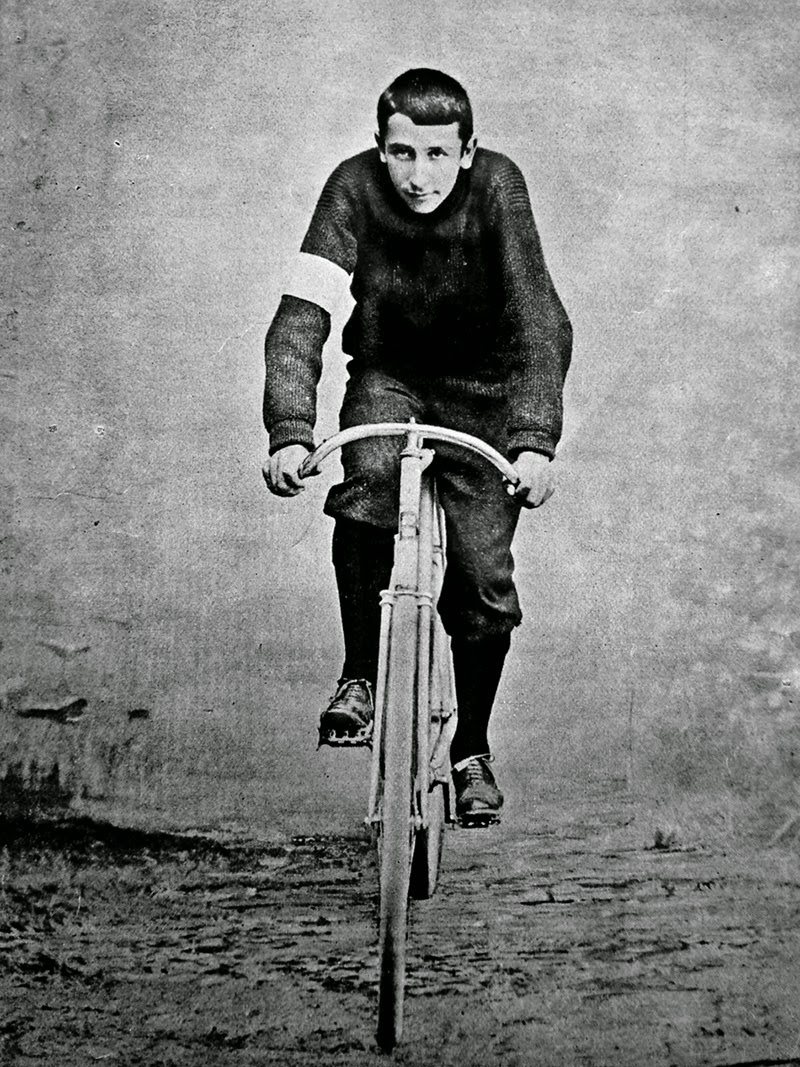
Jorge Ubico w 1896

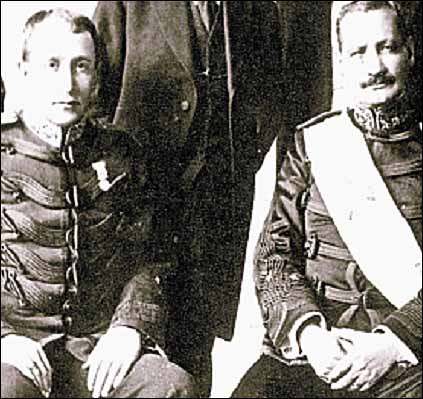
Jorge Ubico i prezydent Jose Maria Orellana – zdjęcie z 1922

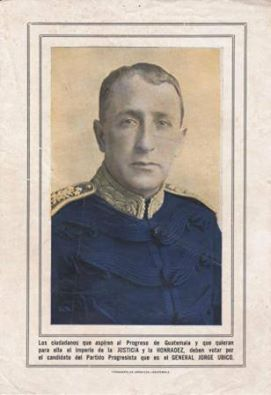
Wizerunek Ubico z 1926

W 1920 został obalony długoletni dyktator Manuel Estrada Cabrera. Jego następcą został Carlos Herrera y Luna, w którego administracji Ubico pełnił funkcję szefa sztabu generalnego. W 1921 dokonał zamachu stanu razem z wysokimi rangą oficerami, odsuwając od władzy Herrerę i zapewniając dojście do prezydentury generałowi Jose Marii Orellanie, ten z kolei w swoim rządzie powierzył Ubico urząd ministra wojny (1922-1926) i wiceprezydenta (1922-1923). Po śmierci Orellany w 1926 Ubico wystartował w wyborach prezydenckich, które przegrał na rzecz generała Lazaro Chacona. W 1931 Chacon umarł, a o stanowisko prezydenta ubiegał się dawny generał Jose Reyes – były minister wojny. Z powodu braku umiejętności czytania i pisania Reyes został jednak usunięty z wyścigu o władzę, a urząd prezydenta Gwatemali mógł objąć Jorge Ubico. Uczynił to dzięki poparciu Sheldona Whitehouse’a – ówczesnego ambasadora Stanów Zjednoczonych w Gwatemali. Poza poparciem Stanów Zjednoczonych cieszył się również wielkim zaufaniem oligarchii.

### Prezydentura

#### Nadużycia finansowe
Od początku prezydentury systematycznie podnosił swe prezydenckie uposażenie, wprowadzając przy tym wiele premii, dodatków oraz specjalnych funduszy na wydatki związanych z wykonywaniem funkcji szefa państwa. Na początku lat 40. XX w. zarobki prezydenckie sięgały 215 tysięcy dolarów, podczas gdy roczny dochód w kraju wynosił ok. 180 dolarów, a na wsi zaledwie 20-30 dolarów, dodatkowo pensja nauczyciela w Gwatemali była niższa niż 100 dolarów. Większość pieniędzy została przez Ubico ulokowana w bankach zagranicznych, za resztę zaś nabywał wiele nieruchomości i posiadłości ziemskich po cenach, które sam ustalał. Ówcześni publicyści ocenili postępowanie Ubico następującymi słowami: To prawda, że pod rządami Ubico było znacznie mniej kradzieży. Jedyną osobą, która kradła był sam Ubico.

#### Poglądy
Jorge Ubico był zwolennikiem faszystowskich i despotycznych metod sprawowania władzy, czego wyrazem było wprowadzenie przezeń zakazu jakiejkolwiek działalności politycznej w kraju. Osobiście identyfikował się z Napoleonem Bonapartem i pozostawał pod wpływem hiszpańskiego przywódcy – Francisco Franco. W listopadzie 1936 Gwatemala stała się pierwszym państwem na świecie, które uznało falangistowski rząd Francisco Franco (drugim państwem, które to uczyniło, był Salwador, gdzie trwała dyktatura generała Maximiliano Hernandeza Martineza). Ubico zezwolił na legalną działalność Falangi w Gwatemali. Jego rządy charakteryzowały się również reakcjonizmem: był niechętny wszelkim poglądom nawołującym do zmiany lub nawet usprawnienia ustroju społeczno-gospodarczego, uznając je za dzieło „komunistycznych podżegaczy”. Według Artura Grzeszczaka Komunizm stanowił dla niego synonim opozycji i nieposłuszeństwa wobec jego rządów. Był także niechętny demokracji, uważał, że jest luksusem, na które biednych państw, jak Gwatemala, nie stać. W kwestiach społeczno-politycznych przedstawiał zachowawcze i skrajnie antykomunistyczne poglądy.

#### Represje
Jego politykę cechowały m.in. uchwalanie rasistowskich, antyindiańskich praw: wydał irracjonalne rozporządzenie o porywaniu Indian z lasów departamentu Peten i umieszczaniu ich w ogrodzie zoologicznym w stolicy Gwatemali, zaś 1935 wprowadził przymus pracy dla ludności indiańskiej. Zmuszał ludność indiańską do tzw. służby ochotniczej, która polegała m.in. na bezpłatnym roznoszeniu urzędowej korespondencji oraz pełnieniu funkcji gońców. Narzucił jej też obowiązek powszechnej służby wojskowej. W 1935 decyzją władz zostały zlikwidowane resztki autonomii wspólnot indiańskich.
Drugą dyskryminowaną przez Ubico grupą społeczną była klasa robotnicza – zakazał używania słowa obrero (hiszp. robotnik), nakazując używanie zamiast niego słowa empleado (hiszp. zatrudniony) i wydał rozkaz rozstrzelania robotniczego przywódcy Pablo Wainwrighta. Ubico zmilitaryzował życie publiczne kraju, zaprowadzając rządy wojskowej politei (oligarchii), umożliwiając sobie stosowanie prześladowań przeciwników politycznych na szeroką skalę. Fałszował listy ludności, uznając za opozycję miejscowości, które nie przyjęły go entuzjastycznie, i odejmując ich mieszkańców od spisu demograficznego. W programie edukacji w szkolnictwie gwatemalskim obowiązywała m.in. nauka życiorysów Manuela Estrady Cabrery i Jorge Ubico. Przejęcie władzy przez Jorge Ubico okazało się jednak zaczątkiem okresu względnego spokoju w sytuacji politycznej kraju
Jorge Ubico nie darzył armii dużym poważaniem, wypowiadając się często z pogardą o oficerach, oskarżając ich o głupotę, chciwość i lenistwo. Zorganizował Gwardię Honorową, która pełniła funkcję jego straży przybocznej. Służyli w niej najlepiej wyszkoleni i uzbrojeni żołnierze. To głównie do tej formacji trafiła pomoc wojskowa przekazana przez Stany Zjednoczone po wybuchu II wojny światowej. W późniejszym okresie swych rządów rozwinął aparat tajnej policji, angażujący wszystkie warstwy i grupy społeczne. W 1931 w Salwadorze miał miejsce wybuch chłopskiego powstania przeciwko dyktaturze Maximiliano Hernandeza Martineza. Ubico wykorzystał to wydarzenie jako pretekst do rozprawy z Komunistyczną Partią Gwatemali (Partido Comunista de Guatemala, PCG) oraz lewicowymi związkami zawodowymi. W styczniu 1932 oznajmił o wybuchu „bolszewickiej rewolty” i wydał nakaz aresztowania przywódców lewicy, z których wielu zostało poddanych torturom i zgładzonych. Gwatemalski kodeks karny przewidywał karę śmierci za organizowanie związków zawodowych.

#### Polityka wewnętrzna i zagraniczna
W polityce wewnętrznej zmodernizował opiekę zdrowotną i społeczną, mimo że przeciwstawiał się wcielaniu w życie ubezpieczeń społecznych, poprawy warunków robotników i reformy agrarnej oraz promował budowy dróg, lecz w trakcie jego rządów zbudowano tylko 27 kilometrów drogi na cały kraj. Zaniedbane było również życie kulturowe kraju (m.in. w takich dziedzinach, jak teatr), chociaż na polecił wybudować na głównym placu w stolicy Gwatemali Pałac Prezydencki. W polityce zagranicznej uregulował kwestię graniczną z Hondurasem i Salwadorem, zawierając z nimi w 1934 antykomunistyczny układ, lecz bezskutecznie dążył do opanowania terytorium Belize (wówczas Hondurasu Brytyjskiego) w dyplomatycznym sporze z Wielką Brytanią (prawie 100 lat wcześniej gwatemalski dyktator Rafael Carrera y Turcios oddał temu państwu tę prowincję). Realizował radykalną antykomunistyczną politykę: nie utrzymywał stosunków dyplomatycznych z Meksykiem, oskarżając to państwo o sympatyzowanie z tą ideologią.

#### Gospodarka
W gospodarce Ubico sprzyjał instalowaniu się w Gwatemali obcego kapitału, szczególnie amerykańskiego. Wpływy zagranicznych inwestorów stały się dzięki niemu tak wielkie, że jedno z najstarszych i najpotężniejszych z nich – United Fruit Company – zyskało nawet wpływ na politykę kraju. W 1936 podpisał z nim umowę (sformułowaną przez ówczesnego prawnika tej firmy – Johna Fostera Dullesa), według której obiecało zapewnić mu przedłużenie kadencji w zamian za unieważnienie wszystkich długów, jakie zaciągnęło United Fruit Company podczas swojej wieloletniej działalności. Te zabiegi połączone z systematycznymi naciskami na parlament Gwatemali pozwoliły Ubico sprawować urząd dłużej niż przewidywała to konstytucja. Ponadto Ubico za darmo przyznał UFC na okres 99 lat rozległe obszary nad Pacyfikiem, w zamian żądając nieprzekraczania kwoty 50 centów w pensjach dla robotników pracujących na plantacjach. Obawiał się bowiem, że zachęceni wyższymi stawkami zatrudnieni będą domagać się podwyższenia płac. Jednak mimo współpracy z cudzoziemskim kapitałem Ubico nie zdołał zapobiec kryzysowi ekonomicznemu. W trakcie II wojny światowej wbrew faszystowskim poglądom wypowiedział wojnę niemieckiej III Rzeszy, włączając Gwatemalę do sojuszu aliantów i odsuwając od wpływów gospodarczych niemieckich potentatów: wydał dekret o skonfiskowaniu majątków niemieckich plantatorów kawy i wygnaniu ich.

#### Upadek
Znacząca niepopularność rządów Ubico w kraju doprowadziła do rozwoju opozycji przeciwrządowej, złożonej głównie z komunistów i socjalistów. W 1944 liczne demonstracje Gwatemalczyków przerodziły się w strajk generalny, w którym uczestniczyli m.in. studenci, nauczyciele, intelektualiści i drobna burżuazja. 1 lipca 1944 Ubico za namową oficerów ze swego otoczenia ustąpił z urzędu i przekazał władzę tymczasowemu wojskowemu triumwiratowi, który przekazał wkrótce władzę nowemu prezydentowi. Był nim najbliższy współpracownik – generał Juan Federico Ponce Vaides. Od tej pory Ubico dalej sprawował władzę – tym razem sposobami zakulisowymi – licząc, że zmiany okażą się chwilowe, lecz już w 20 października 1944 w Gwatemali wybuchła lewicowa rewolta młodych oficerów pod wodzą pułkownika Jacobo Arbenza Guzmana. Rząd Ponce Vaidesa upadł, a Ubico został zmuszony do ucieczki. Rząd USA nie udzielił mu wsparcia, gdyż był zajęty prowadzeniem kampanii militarnej przeciwko III Rzeszy. Ubico wyemigrował do Stanów Zjednoczonych, gdzie niedługo po tym dokonał żywota.

## Życie prywatne
Miał opinię sprawnego organizatora i miłośnika sportu. Do jego pasji należały szybkie motocykle, łodzie motorowe oraz studiowanie biografii Napoleona I Bonapartego, którego starał się w dokładny sposób naśladować. Spędzał wolny czas m.in. na przejażdżkach na motocyklu harley davidson. Jak pisze Artur Grzeszczak: Jego wypady (...) budziły popłoch nie tylko ze względu na szaleńczą jazdę dyktatora, ale także niepohamowaną skłonność do wtrącania się we wszystkie, nawet najdrobniejsze sprawy zgłaszane przez mieszkańców. Często organizował wyjazdy poza stolicę, odgrywając rolę arbitra, rozsądzającego wszelkie spory i znajdującego rozwiązanie każdego problemu. Jego wiara we własną omnipotencję, narastająca z upływem czasu porywczość i upartość, a także coraz bardziej irytująca grubiańskość sprawiły, że otoczenie traktowało go ze strachem lub pobłażliwością. Jego charakter był brutalny i porywczy. Do jego zwyczajów należały m.in. spacery po Pałacu Prezydenckim z długim biczem w ręku, którym uderzał w bezwzględny sposób służbę, żołnierzy oraz własnych ministrów za błahe przewinienia. Negatywne cechy osobowości dyktatora stały się tematem wielu tzw. plumas, tj. dowcipów o nim, które krążyły po całej Gwatemali.

## Spuścizna
Za rządów Ubico w 1934 zmodyfikowano treść Hymnu państwowego Gwatemali, z którą to poprawką obowiązuje on we współczesnych czasach. W 1936 Ubico ustanowił Order Quetzala przyznawany do dzisiaj przez prezydenta Gwatemali jako najwyższe odznaczenie tego kraju. W 1984 wydana została biografia Jorge Ubico autorstwa gwatemalskiego pisarza Rafaela Arevalo Martineza (autor zmarł przed jej wydaniem). W 1946 inny gwatemalski literat – noblista Miguel Ángel Asturias – wydał powieść Pan prezydent; uważa się, że Ubico wespół z Manuelem Estradą byli postaciami, do jakich nawiązywał Asturias, tworząc to dzieło.